# Kalek
Kalek är en ort i Tjeckien.   Den ligger i regionen Ústí nad Labem, i den nordvästra delen av landet, 90 km nordväst om huvudstaden Prag. Kalek ligger 675 meter över havet och antalet invånare är 170.
Terrängen runt Kalek är kuperad åt nordost, men åt sydväst är den platt. Runt Kalek är det mycket glesbefolkat, med 5 invånare per kvadratkilometer. Närmaste större samhälle är Chomutov, 14,7 km sydost om Kalek. I omgivningarna runt Kalek växer i huvudsak blandskog.